# Riebeek-Kasteel
Riebeek-Kasteel è una delle città più antiche del Sudafrica, situata a 80 km a nord-est di Città del Capo, nella valle di Riebeek, insieme alla sua città sorella Riebeek West. 

## Storia
Durante il 1661 il comandante Jan van Riebeeck iniziò una spedizione alla scoperta dell'entroterra sotto la guida di Pieter Cruythoff. Partirono in direzione di Paardeberg e il 3 febbraio 1661 salirono su una montagna solitaria e si imbatterono nella fertile vista della valle di Riebeek.
Lo chiamarono Riebeek Kasteel, in onore del comandante. Nel diciannovesimo secolo sia Jan Smuts che Daniel Malan nacquero alla periferia del vicino Riebeek West, entrambi in seguito diventarono primi ministri del paese.
Successivamente i contadini si stabilirono nella valle e durante il 1900 la città fu sistemata dentro e intorno alla sua chiesa esistente e al suo vicino The Royal Hotel, il più antico hotel del Sud Africa. La città alla fine si è sviluppata e oggi ospita più o meno 2700 residenti tra cui alcuni dei pittori più famosi del Sudafrica attratti dai pittoreschi dintorni della valle e Riebeek Kasteel è particolarmente popolare per quella bellezza estetica e l'atmosfera rurale.
La città funge anche da satellite, insediamento residenziale per Paarl, Malmesbury e persino l'area di Metropole. Riebeek Kasteel viene spesso definito "il segreto meglio custodito del Capo Occidentale" e "Franschhoek 15 anni fa"
Nel 2009 Riebeek Kasteel è stata scelta una delle tre città più belle del Western Cape dal quotidiano "Rapport". Gli altri due finalisti erano Stellenbosch e Clanwilliam.